# Janez Valentin Metzinger
Janez Valentin Metzinger, slovenski slikar francoskega rodu, * krščen 19. april 1699, Saint-Avold (Lorena, danes Francija), † 12. marec 1759, Ljubljana
Je osrednja figura slovenskega baročnega slikarstva. Od leta 1727 je deloval v Ljubljani na Kranjskem, kjer se še danes nahaja večji del njegovega opusa.

## Življenje in delo
Valentin Metzinger se je rodil v Saint-Avoldu v samostojni Loreni, ki se je nahajala na meji med Francijo in Habsburškim cesarstvom, Françoisu Metzingerju (?─18.10.1721) ter Marii Magdaleni Goutt Valentini (?─24.10.1721), katere predniki so izvirali iz Italije. Skupaj z bratom dvojčkom Jeanom Philipom, s katerim sta imela še enajst bratov in sester, sta bila krščena na velikonočno nedeljo, 19. aprila 1699.  
Slikar je svoje prvo slikarsko znanje verjetno pričel pridobivati v skromnem lokalnem okolju. O morebitnem obiskovanju kakšne od akademij v nemškem ali italijanskem prostoru ni podatkov, domneva pa se, da je bilo za formiranje Metzingerjevega prepoznavnega slogovnega izraza bistveno njegovo potovanje v Italijo, kjer naj bi se slikar izpopolnjeval v Bologni, Benetkah in Rimu. V Rimu bi se lahko zbližal s tam študirajočimi Francozi. V Metzingerjevem slikarstvu so vidni vplivi akademizma rimskih oz. v Rimu delujočih slikarjev, na primer Carla Maratte, pa tudi Guida Renija, Petra Paula Rubensa, Bartoloméja Estebana Murilla ter naturalizma neapeljskih tenebrosov. Poleg tega bi se lahko ob potovanjih v ali iz rodnega Saint-Avolda ustavil v katerem od umetnostnih središč, kot sta Salzburg ali Passau. Po mnenju Cevčeve se v umetnikovem opusu prvine, kot so svetlejši kolorit ali zrahljane kompozicije, ki bi jih lahko povezali z bavarskim barokom, začnejo pojavljati šele po letu 1740. Kraševec je temu nasprotoval in trdil, da je slikar šele v Ljubljani razvil tipične karakteristike, ki jih označujemo za 'italijanske', kar je razvidno tudi ob pogledu na njegova zgodnejša dela, na katerih še niso izražena v tolikšni meri. Obenem priznava, da bi lahko na Metzingerja posredno vplivalo beneško slikarstvo, predvsem na osnovi tega, da je tam izobrazbo pridobivalo večje število slikarjev iz Notranje Avstrije. Po njegovem mnenju se slikarstvo ljubljanskega baročnega mojstra bolj navezuje na južnonemško in avstrijsko, še posebej tirolsko okolje, ter italijansko slikarstvo 17., in ne 18. stoletja, v katerem je živel. Meni, da je Metzingerjeva dela umestneje primerjati z Johannom Michaelom Rottmayrjem in Danielom Granom. Poleg tega je potrebno omeniti, da je bilo avstrijsko kulturno okolje precej odvisno od italijanskih umetnikov in njihovih vplivov. 
Metzinger je v Ljubljani prvič omenjen leta 1727, kot gewerbmässiger Maler, v kontekstu zapisa o plačilu prispevka za pridobitev mestnih pravic v knjigi prejemkov mesta Ljubljane. Razlog, zakaj je slikar iz Saint-Avolda za kraj svojega ustvarjanje izbral Ljubljano, nam je neznan. Že kmalu po prihodu v Ljubljano so Metzingerja pod svoje okrilje sprejeli frančiškani, s katerimi so povezana njegova prva naročila med letoma 1727 in 1730 za Novo mesto ter Brežice. V svoji karieri je nato sodeloval še s frančiškani iz Ljubljane, Kamnika in Nazarij ter na Hrvaškem v Jastrebarskem, Karlovcu, Samoboru, Klanjcu, Mariji Gorici in Trsatu. Med pomembnejše naročnike baročnega mojstra se uvrščajo tudi ljubljanski diskalceati, novomeški kapucini, župnije ljubljanske škofije, Jurij Frančišek Ksaver pl. Marotti, Simon Watschaunig, Anton Erberg, Janez Jakob Schilling, Maksimilijan Leopold Rasp, Franc Mihael Paglovec, Volk Vajkard Gallenberg, Franc Karl Schweiger – Lerchenfeld, Ernest Amadej Attems, Franc Henrik Raigersfeld, Jožef Franc Anton Auersperg, Johann Sigismund von Breckerfeld ter Leopold Lamberg. Večina Metzingerjevih del se nahaja v Ljubljani, Kamniku z okolico, Brežicah ter Novem mestu z okolico, njegova dela pa je danes najti tudi na Štajerskem, Passauu ter Trstu. Cevčeva je Metzingerju, vodilnemu ljubljanskemu slikarju svojega časa, pripisala več kot 500 del.
Valentin Metzinger je v Ljubljani umrl 12. marca 1759, star šestdeset let. Kljub temu, da Metzinger, vodilni slikar svojega časa, ni imel učencev v ožjem pomenu, so njegova dela vplivala na Antona Cebeja, Antona Mihaela Fayenza, Janeza Andreja Straussa ter Janeza Potočnika. 

## Izbor del
- Čudeži sv. Antona, 1729, olje / platno, 209 x 132 cm, sign. l. sp.: I. V. Metzinger pinx: 1729, Posavski muzej Brežice, prov.: Frančiškanski samostan, Brežice.
- Križev pot, cikel 14 slik, 1730, olje / platno, 79 x 57.5 cm, Vače, ž. c. sv. Andreja.
- Sv. Jožef z Jezuščkom, ok. 1734, olje / platno, 272 x 136 cm, Katedrala sv. Vida, Reka, Hrvaška.
- Sv. Florijan, 1738, olje / platno, 320 x 170 cm, o. pl., 169 x 109,5 cm, župna cerkev sv. Peter, Ljubljana.
- Sv. Peter Regalat, 1743, olje / platno, 208 x 115 cm, Frančiškanski samostan, Karlovac, Hrvaška.
- Leopold grof Lamberg, 1746, olje / platno, 209 x 117 cm, dat. l. sp.: Valentin Metzinger pinx 1746, Narodna galerija Ljubljana.
- Sv. Frančišek spoveduje plemiča, ok. 1753, olje / platno, 190 x 139 cm, Narodna galerija Ljubljana.
- Poveličanje sv. Frančiška Saleškega, 1753, olje / platno, 381 x 297 cm, Narodna galerija Ljubljana.
- Kristus v Emavsu, ok. 1758, olje / platno, 250 x 170 cm, Diözesansammlung, Passau, Nemčija.
- Sv. Bernard in Kristus na križu, olje / platno, Celje, Pokrajinski muzej.